# とんでけグッチョンパ
『とんでけグッチョンパ』は、日本テレビ系列局の一部で放送されていた日本テレビ製作の子供向け番組である。
全47回。日本テレビと読売テレビでは1987年11月5日から1988年9月26日まで放送。
この番組の終了で1957年4月放送開始の『テレビのおばちゃま』以来31年間続いた日本テレビの子供向け番組は終了し、一時撤退した。その後2002年に『ティンティンTOWN!』で同局の子供向け番組が再開されるも、これも2年後に終了したため、日テレは再度子供向け番組から撤退して現在に至る。

## 出演者
- 水島裕
- 徳垣友子
- ケント・デリカット
- 堀江美都子
- こおろぎ'73
- 山野さと子

## 番組中に使われた歌
- とんでけグッチョンパ
- グッチョンパたいそうズンパラパン
- 赤ずきんちゃんひらけゴマ!
- こまったかみさま
- はるのぼうし
- ポップコーンになろう
- さよならありがとう
- クリスマスのまえの日
- おいらは虫歯のバイキンだ
- まいにち山に雪がふる
- とんでけグッチョンパおえかきうた（かに、つる、うま、ぶた）
- ほか

## アニメ
- グッチョンパおもしろ話（全16話:通常アニメ14話+人形劇2話）[1]
- ママお話しきかせて（全15話）[2]

## 放送時間
| 放送対象地域 | 放送局         | 系列           | 放送日時                                                                                                 |
| ------------ | -------------- | -------------- | --- |
| 関東広域圏   | 日本テレビ     | 日本テレビ系列 | 木曜 17:00 - 17:30 （1987年11月5日 - 1988年3月31日） 月曜 17:00 - 17:30 （1988年4月4日 - 1988年9月26日） |
| 近畿広域圏   | 読売テレビ     | 日本テレビ系列 | 木曜 17:00 - 17:30 （1987年11月5日 - 1988年3月31日） 月曜 17:00 - 17:30 （1988年4月4日 - 1988年9月26日） |
| 北海道       | 札幌テレビ     | 日本テレビ系列 | 日曜 7:30 - 8:00                                                                                         |
| 福岡県       | 福岡放送       | 日本テレビ系列 | 日曜 7:30 - 8:00                                                                                         |
| 中京広域圏   | 中京テレビ     | 日本テレビ系列 | 土曜 6:00 - 6:30                                                                                         |
| 熊本県       | 熊本県民テレビ | 日本テレビ系列 | 日曜 7:00 - 7:30 （1988年4月10日 - 1988年10月2日）                                                       |

## ビデオ
この番組を収録した以下のVHSカセット4タイトルが日本コロムビアから発売された。1タイトルにつき2巻ずつあり、それぞれ第1巻は1988年10月21日に、第2巻は1988年11月21日に発売。
- とんでけグッチョンパ おえかきうた
- とんでけグッチョンパ えいごのうた1週間
- とんでけグッチョンパ みんなの名曲
- とんでけグッチョンパ おもしろ話